# Phiala sylvia
Phiala sylvia är en fjärilsart som beskrevs av Druce. Phiala sylvia ingår i släktet Phiala och familjen Eupterotidae. Inga underarter finns listade i Catalogue of Life.